# Wat Phra That Phu Khao
De Wat Phra That Phu Khao is een boeddhistische tempel in Sop Ruak in Thailand. De tempel staat op een kleine heuvel en is met een trap te bereiken. De Wat Phra That Phu Khao is ongeveer 1200 jaar oud.